# رامزغيت
رامزغيت هي منتجع ساحلي تقع في مقاطعة كنت، إنجلترا. يقدر عدد سكان البلدة حوالي 40،408 وفقاً لإحصاء عام 2011.